# セシル・ローズ

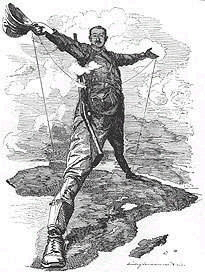
ケープタウンからカイロへ鉄道用の電線を敷設するローズ。ローズの名前とロドス島の巨像を引っ掛けた同時代の諷刺画

セシル・ジョン・ローズ（Cecil John Rhodes、1853年7月5日 - 1902年3月26日）は、イギリス帝国の植民地政治家。
南アフリカの鉱物採掘で巨富を得て植民地首相となり、占領地に自分の名（ローデシア）を冠した。
「神は世界地図がより多くイギリス領に塗られることを望んでおられる。できることなら私は夜空に浮かぶ星さえも併合したい」と著書の中で豪語した。

## 経歴
牧師の家に生まれる。
南アフリカにおいて帝国主義政策を積極的に提唱。デ・ビアス鉱山会社を設立。オレンジ自由国で発見されたダイヤモンド鉱山、トランスヴァール共和国の金鉱山を独占。1891年までにダイヤモンド工業を独占、ランド金山の併合にも成功して南アフリカの鉱山王となる。
1890年にケープ植民地首相となり、グレン・グレイ法を制定、これは後のアパルトヘイトの原型とも言われる。
1895年に中央アフリカを征服し、自らの名に因み「ローデシア」と命名。同年には私兵に武器を持たせトランスヴァール共和国に侵入させようとしたジェームスン侵入事件を起こし、翌年に首相を辞職。
セシル・ローズ失脚後もイギリスは南アフリカ進出政策を進め、ボーア戦争にいたる。
マトボにある墓地 World's View Lookout に埋葬されている。

## 人物
生涯独身であり、女性との関わりが極端に少なかったため、ローズは同性愛者であったという噂があり、彼を扱った映画『セシル・ローズ―その生涯と伝説―』などでそのように描かれている。ただし、真偽は不明である。
ローズは熱心な帝国主義者であるとともに人種差別主義者でもあった。彼はアングロサクソンこそ最も優れた人種であり、アングロサクソンにより地球全体が支配されることが人類の幸福に繋がると信じて疑わなかった。
成功する以前は、イギリス（アングロサクソン）による世界支配を目指す秘密結社の設立を公言していたが、ビジネスの多忙もあり、そのような組織をつくることはなかった。しかし、あまりに莫大な資産を残して亡くなったため（また独身であったため）、「セシル・ローズの秘密結社がある」という陰謀論が絶えない。また、ローズはフリーメイソンであり、死ぬまで会員であり続けた。
晩年、ポーランドの大貴族カタジナ・ラジヴィウ公爵夫人から執拗なストーキングを受けたことがある。

### 現在の評価
近年になってローズの人種差別主義への反発の声が南アフリカ及び祖国イギリスで高まっている。2015年12月17日、オックスフォード大学のオリオル・カレッジが学生の要求を受けてローズを顕彰する銘板を校舎の壁から撤去することを決め、銅像についても撤去する意向を明らかにした。それと共に同カレッジはローズの人種差別主義を非難する声明を発表、アフリカ系の学生への奨学金を充実するなど反差別活動に力を入れる方針を明らかにした。
南アフリカでもアパルトヘイトに代表されるアフリカの植民地主義の象徴として、黒人を中心にローズへの非難の声が高まっており、2015年4月にケープタウン大学がローズの銅像を撤去したのを皮切りに、南アフリカ各地にあるローズの銅像や記念碑を撤去しようという動きが広がりつつある。
旧ローデシアであるジンバブエでは、マトボに葬られたローズの亡骸を掘り返してイギリスに返還しようとする反植民地主義的な動きが起きるも、歴史的意義を重視する地方政府やロバート・ムガベ大統領が反対したことによって阻止された。

### オックスフォード大学の銅像撤去
2020年6月、米国ミネアポリス近郊でおきた白人警官による黒人男性ジョージ・フロイド暴行死亡事件に端を発した一連のデモ（2020年ミネアポリス反人種差別デモ）がその人種差別の起源でもある欧州、英国へと飛び火し、各地で奴隷貿易や白人至上主義に関連した銅像がデモ参加者や暴徒によって引きずりおろされたり、落書きされたり、ブリストル湾に投げ込まれたりした（エドワード・コルストンの像）。この運動の盛り上がりを受け、オックスフォード大学は構内に設置されていたローズの銅像を撤去する決定を下した。ローズは同大学に多額の寄付をし、奨学生（ローズ奨学制度）を生むなど少なからぬ貢献をしていた。元英国保守党のダニエル・ハンナンはツイッター上で「（奨学金制度による）ローズの寛大さは、何千人もの若者が教育を享受することを可能にしました。ローズの死からわずか5年後に最初の黒人学生が奨学金を得てもいる。恩人をこのように扱う大学にだれが寄付をしますか？」と述べた。